# 해노버구

해노버구의 위치

해노버구(영어: Hanover Parish)는 자메이카 북서단에 위치한 구로 행정 중심지는 루세아이며 면적은 430km2, 인구는 68,000명(2001년 기준)이다. 콘월주에 속하며 동쪽으로는 세인트제임스구, 남쪽으로는 웨스트모얼랜드구와 접한다. 킹스턴구를 제외한 구 가운데 면적이 가장 작은 구이다.